# St. Laurentius (Uedem)

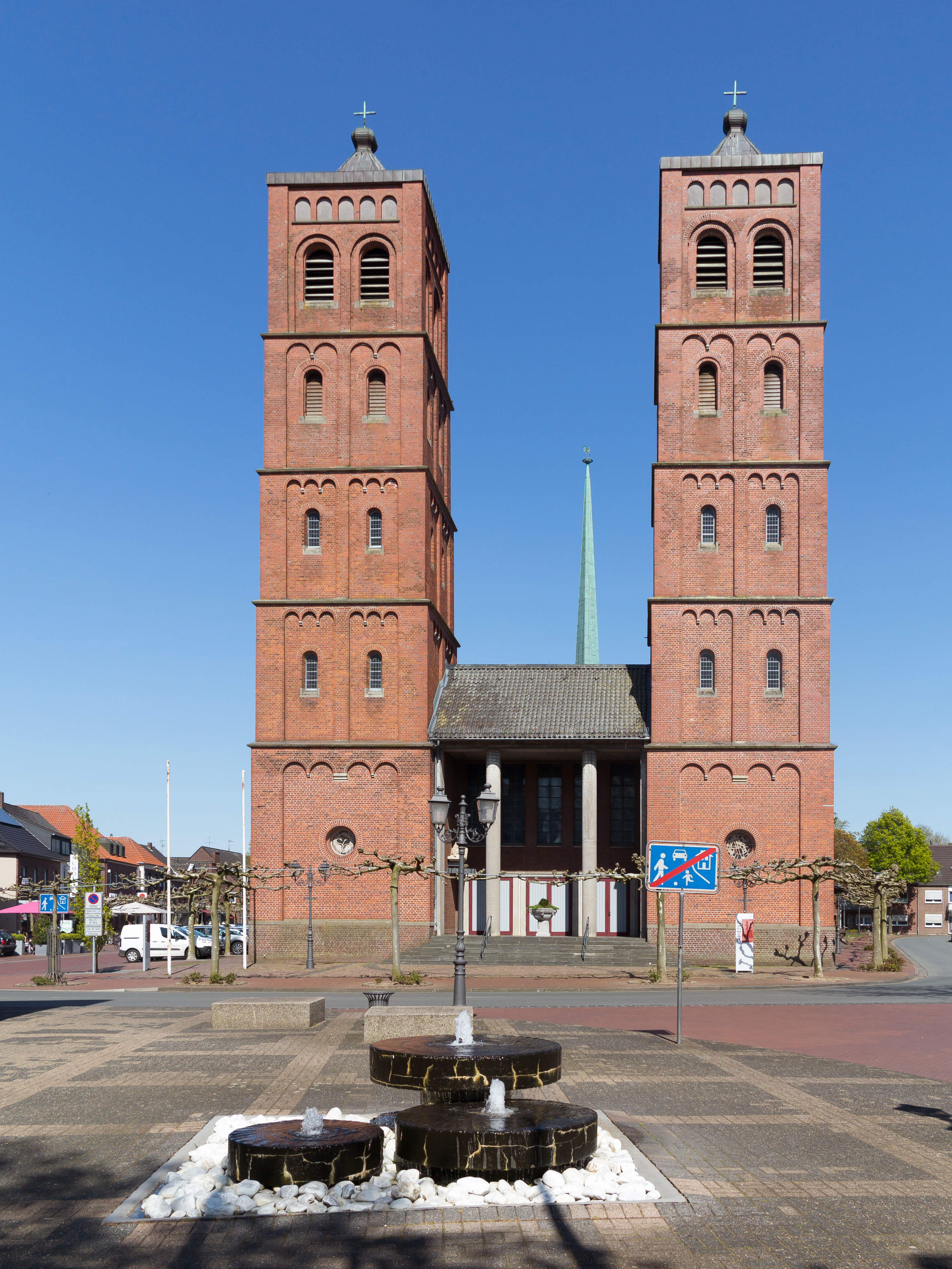
Uedem, Pfarrkirche Sankt Laurentius

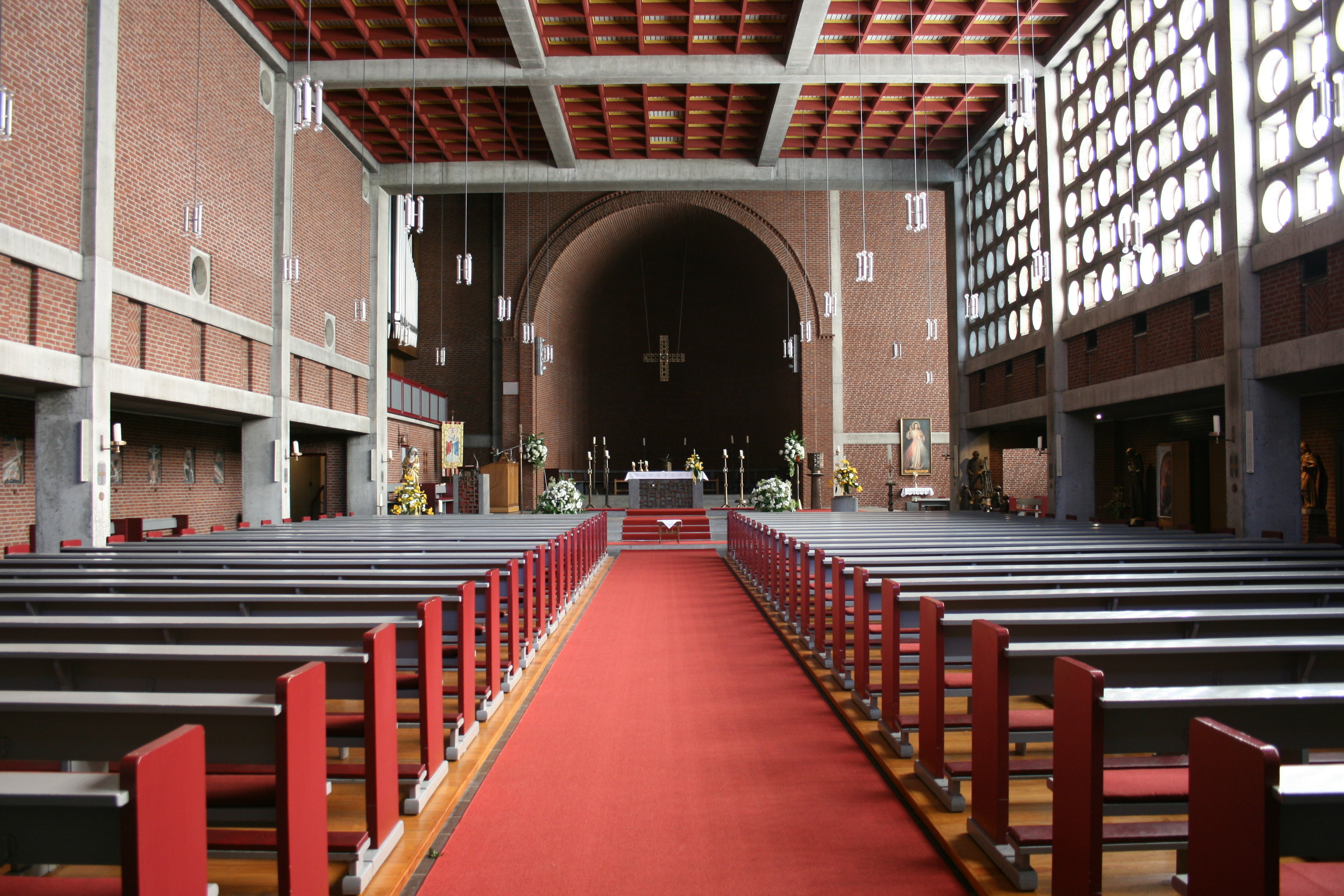
Inneres

St. Laurentius ist die römisch-katholische Pfarrkirche von Uedem im Kreis Kleve. Sie steht am Marktplatz und prägt mit ihrem hohen Turmpaar das Ortsbild.

## Geschichte
Die Gründung der Uedemer Kirche mit dem Patrozinium des römischen Diakons und Märtyrers Laurentius wird für das 12. Jahrhundert angenommen. Aus dem Jahr 1266 stammt das älteste urkundliche Zeugnis. Der bescheidene romanische Bau war seit 1300 Pfarrkirche.
In der zweiten Hälfte des 19. Jahrhunderts ließ die Industrialisierung auch die Uedemer Gemeinde sprunghaft anwachsen, sodass die alte Kirche nicht mehr ausreichte. Nach intensiven Diskussionen fiel die Entscheidung, sie abzureißen und durch eine große neuromanische Basilika zu ersetzen. Diese war 1886 vollendet.

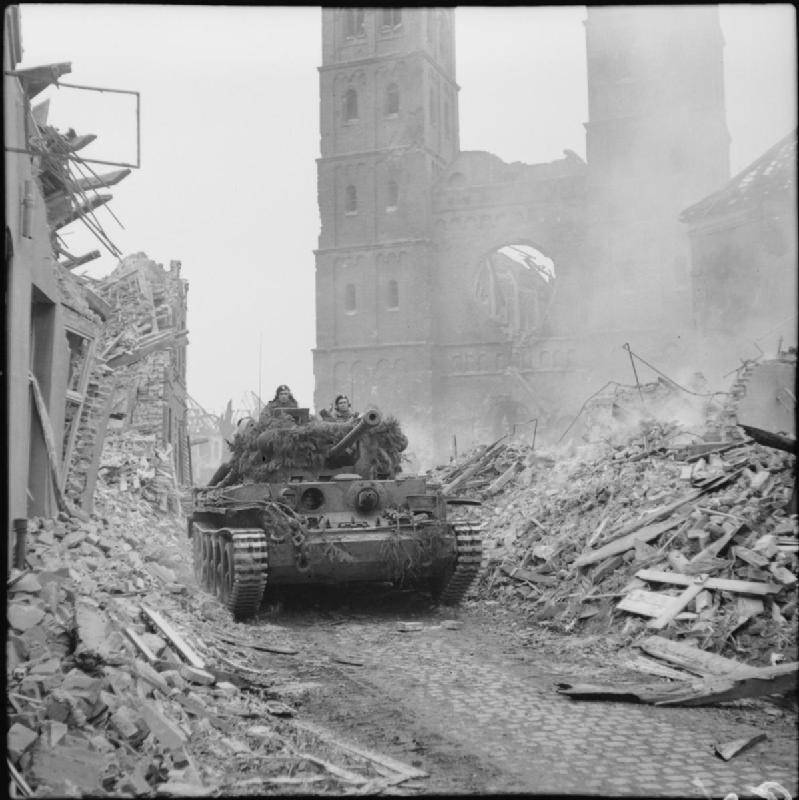
Pfarrkirche, 1945

Der Zweite Weltkrieg traf die Uedemer Laurentiuskirche wie den gesamten Ort schwer. Lediglich die Türme wurden restauriert. Die übrige Kirche wurde 1960 nach Plänen von Denis Boniver vollständig neu gebaut.
Am 16. November 2015 wurde die Kirche – trotz anfänglicher Bedenken der Kirchengemeinde wegen potentieller Nachnutzungshemmnisse – unter der Nummer 051540560100023 in die Denkmalliste der Gemeinde Uedem eingetragen.

## Architektur
Die beiden hohen neuromanischen Türme aus dunkelrotem Backstein haben quadratischen Grundriss. Sie sind mit Bogenfriesen, Lisenen und paarweise angeordneten Rundbogenfenstern in fünf Geschosse gegliedert und erinnern an die Türme des Doms von Münster.
Zwischen den Türmen befindet sich das moderne Portal des Boniver-Baus. Dieser greift das Schema der dreischiffigen Basilika mit Querhaus auf, verwirklicht es jedoch in den Formen der späten 1950er Jahre. Der Vierungsdachreiter ist ein langer, schlanker Kupferhelm, der auf vier Betonfüßen steht. Das Baumaterial des Mauerwerks ist roter Backstein, der mit hellgrauen horizontalen und vertikalen Betonbändern sparsam gegliedert ist. Die flache Decke wird in der Vierung von einem sternförmigen Netz von Stahlverstrebungen, im Langhaus von rechtwinklig angeordneten Betonstreben getragen. In der Vierung steht der Altar, dahinter leitet ein backsteinornamentierter Triumphbogen zur Apsis mit den Sedilien über. Vor dem Chorbogen steht rechts die bronzene Tabernakelstele. Im linken Querhausarm befindet sich die Orgel. Licht fällt durch große Fensterfelder im rechten Obergaden, die aus klarverglasten Rund- und Quadratfenstern in einem Betongitter bestehen. In die gegenüberliegende Wand sind in weiten Abständen kleine kreisrunde Buntglasfenster mit quadratischen Betonrahmen eingelassen, die Szenen aus dem Evangelium darstellen.

## Orgel

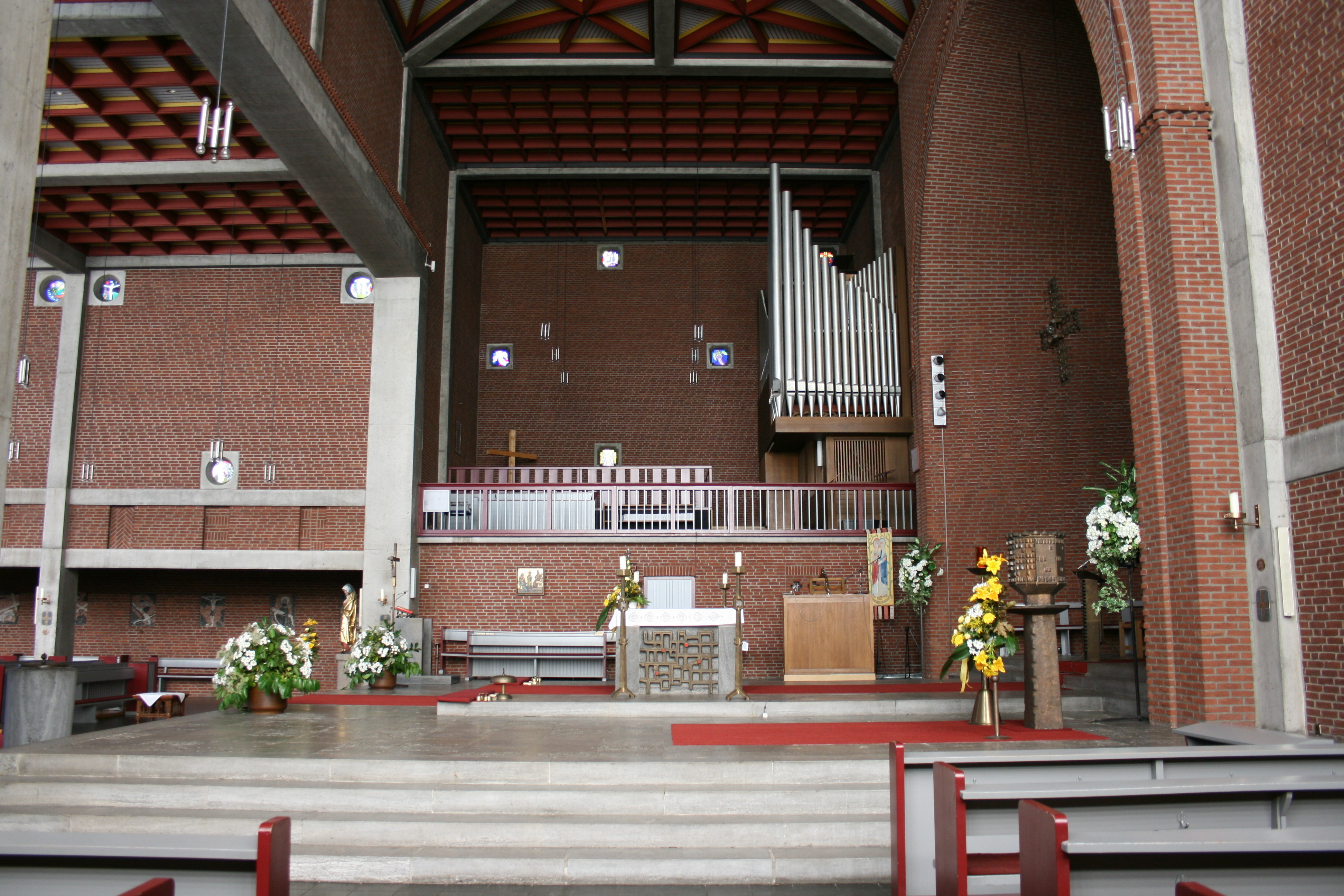
Blick auf die Orgel

Die Orgel von St. Laurentius wurde 1967 von der Orgelbaufirma Romanus Seifert & Sohn (Kevelaer) erbaut. Das Instrument hat 43 Register auf drei Manualen und Pedal. Die Spiel- und Registertrakturen sind elektrisch. 
| I Positiv C–g3  |       |
| Holzgedeckt     | 8′    |
| Principal       | 4′    |
| Blockflöte      | 4′    |
| Oktave          | 2′    |
| Quinte          | 1 ⁄3′ |
| Cymbel III      |       |
| Sesquialtera II | 2 ⁄3′ |
| Rohrschalmei    | 8′    |
| Tremulant       |       |

| II Hauptwerk C–g3 |       |
| Quintade          | 16′   |
| Principal         | 8′    |
| Gedackt           | 8′    |
| Gemshorn          | 8′    |
| Oktave            | 4′    |
| Rohrflöte         | 4′    |
| Quinte            | 2 ⁄3′ |
| Waldflöte         | 2′    |
| Mixtur V-VII      | 2′    |
| Trompete          | 16′   |
| Trompete          | 8′    |

| III Schwellwerk C–g3 |        |
| Koppelflöte          | 8′     |
| Gambe                | 8′     |
| Vox Coelestis        | 8′     |
| Praestant            | 4′     |
| Nachthorn            | 4′     |
| Nasard               | 2 ⁄3′  |
| Schwegel             | 2′     |
| Terz                 | 1 3⁄5′ |
| Sifflöte             | 1′     |
| Scharff IV-VI        |        |
| Fagott               | 16′    |
| Trompete             | 8′     |
| Schalmei             | 4′     |
| Tremulant            |        |

| Pedal C–f1      |         |
| Principalbaß    | 16′     |
| Gedacktbaß      | 16′     |
| Quintbaß        | 10 2⁄3′ |
| Oktavbaß        | 8′      |
| Gedacktbaß      | 8′      |
| Choralbaß II    | 4′      |
| Hintersatz VI   | 2 ⁄3′   |
| Posaune         | 16′     |
| Baßtrompete     | 8′      |
| Clairon         | 4′      |
| Singend Kornett | 2′      |

- Koppeln: I/II, III/I, III/II, I/P, II/P, III/P
- Spielhilfen: freie Kombinationen, Setzeranlage, Registercrescendo